# Bromus frondosus
Bromus frondosus är en gräsart som först beskrevs av Cornelius Lott Shear, och fick sitt nu gällande namn av Elmer Ottis Wooton och Stand. Bromus frondosus ingår i släktet lostor, och familjen gräs. Inga underarter finns listade i Catalogue of Life.